# Regula Mühlemann
Regula Mühlemann (Adligenswil, 7 de janeiro de 1986) é uma cantora de ópera suíça com voz soprano.

## Biografia
Mühlemann nasceu em Adligenswil, na Suíça, e estudou canto com Barbara Locher na Academia de Música de Lucerna em 2010, onde se graduou com distinção com um Master of Arts. Suas primeiras aparições no palco da ópera incluem os seguintes papéis: Messias de Haendel, Maturina em Gazzaniga's Don Giovanni Tenorio, Barbarina em Mozart's As Bodas de Fígaro, Papagena em Mozart's A Flauta Mágica e Doralice em Scarlatti's Il Trionfo dell'onore.
Na versão cinematográfica da ópera de Jens Neubert de Weber Der Freischütz, Mühlemann desempenhou o papel de Annchen e foi elogiada pela crítica. O Neue Zürcher Zeitung a via como "uma descoberta de primeira ordem". Nas temporadas de ópera de 2010 e 2011, Mühlemann apareceu no Teatro de Lucerna como solista em várias óperas, como A Flauta Mágica e Il trionfo dell'onore.

## Discografia

### CDs
- 2014: Gioachino Rossini - Petite messe solennelle, Peter Dijkstra, Chor des Bayerischen Rundfunks (Sony Classical)
- 2016: Wolfgang Amadeus Mozart - Le nozze di Figaro (como Barbarina), Yannick Nézet-Séguin, Orquestra de Câmara da Europa (Deutsche Grammophon)
- 2016: Mozart Arias, Umberto Benedetti Michelangeli, Kammerorchester Basel (Sony Classical)
- 2017: Georg Philipp Telemann - Reformations-Oratorium (Sony Classical)
- 2017: Cleópatra: Baroque Arias, Robin Peter Müller, La Folia Barockorchester (Sony Classical)
- 2018: Wolfgang Amadeus Mozart - La clemenza di Tito (como Servilia), Yannick Nézet-Séguin, Orquestra de Câmara da Europa (Deustche Grammophon)
- 2019: Wolfgang Amadeus Mozart - Die Zauberflöte (como Papagena), Yannick Nézet-Séguin, Orchester de Chambre d'Europe (Deutsche Grammophon)

- 2010: Carl Maria von Weber - Der Freischütz (como Ännchen) (Constantin Film)
- 2013: Wolfgang Amadeus Mozart - Die Zauberflöte (como Papagena), Simon Rattle, Berliner Philharmoniker
- 2014: Christoph Willibald Gluck - Orfeo ed Euridice (como Amore), Václav Luks, Collegium 1704 (Arthaus Musik)
- 2014: Gaetano Donizetti - L'elisir d'amore (como Gianetta), Pablo Heras-Casado, Balthasar-Neumann-Chor und -Ensemble (Deutsche Grammophon)